# Прямицино
Прямицино (рос. Прямицыно) — робітниче селище (смт) в Октябрському районі Курської області Російської Федерації.
Населення становить 5179 осіб. Входить до складу муніципального утворення селище Прямицино.

## Історія
Населений пункт розташований на території українського етнічного та культурного краю Східна Слобожанщина.
Від 2004 року входить до складу муніципального утворення селище Прямицино.

## Населення
| 1959  | 1979  | 1989  | 2002  | 2009  | 2010  | 2012  |
| ----- | ----- | ----- | ----- | ----- | ----- | ----- |
| 2014  | ↗4621 | ↗5821 | ↘5239 | ↗5407 | ↘5094 | ↗5145 |
| 2013  | 2014  | 2015  | 2016  | 2017  | 2018  | 2019  |
| ↗5201 | ↗5233 | ↗5314 | ↗5361 | ↗5395 | ↘5381 | ↘5316 |
| 2020  | 2021  |       |       |       |       |       |
| ↘5278 | ↘5179 |       |       |       |       |       |